# Građa bakterija
Veličina stanica pojedinih bakterijskih vrsta je različita i nije stalna (ovisi o djelovanju različitih čimbenika). Duljina im se kreće od 0,3 do 20 μm, a promjer od 0,5 do 2,0 μm.

## Dijelovi bakterije
Citoplazma je polutekuća tvar koja čini najveći dio bakterijske stanice. U njoj se zbiva većina metaboličkih procesa jer sadrži organske i neorganske tvari te organele. 
Nukleoid ili jezgrina tvar je ekvivalent jezgre. Slobodno je rasprostranjena u središnjem dijelu citoplazme. Pretežno sadrži DNK te RNK, zbog čega kažemo da je nositelj nasljednih uputa. 
Plazmidi imaju funkciju nasljednog aparata koji je neovisan o jezgrinoj tvari. Kružnog su oblika i u njima se nalaze geni. Najznačajniji plazmidi određuju rezistentnost bakterija na antibiotike (R-činitelji). 
Ribosomi su kuglastoga oblika, većim dijelom sastavljeni od RNK. To su mjesta gdje se zbiva sinteza bjelančevina. Mogu biti slobodni ili vezani za citoplazmatsku membranu. 
Membrana je debela 5 do 10 nm i vidljiva je elektronskim mikroskopom. Sastoji se od slojeva fosfolipida i bjelančevina. Obavlja razne funkcije važne za život bakterijske stanice: regulira ulazak tvari, izlazak proizvoda razgradnje i osmotsku ravnotežu. 
Stanična stijenka je čvrsta i elastična tvorevina građena od peptidoglikana (mureina). Gotovo sve vrste bakterija posjeduju ovaj stanični dio koji okružuje i štiti unutrašnjost bakterijske stanice od mehaničkih oštećenja i promjene tlaka. 
Kapsula i glikokalis su sluzave tvorbe na površini stanica nekih vrsta bakterija (kapsulogene bakterije). Stvaraju ih enzimi na membrani stanice, a izlučuju se na površini stanične stijenke. Štite bakteriju od djelovanja fagocita, infekcije bakteriofaga i od nepovoljnih utjecaja okoliša. 
Bičevi ili flagele (lat. flagellum – bič) – omogućavaju pokretanje nekim bakterijama (najčešće bacilima). Izbijaju iz bazalnih tjelešaca smještenih dijelom na unutarnjoj strani citoplazmatske membrane, a dijelom na staničnoj stijenci. Građeni su od bjelančevina flagelina, malih su dimenzija i vidljivi samo elektronskim mikroskopom. 
Fimbrije (lat. fimbria – vlakno) i pili (lat. pilius – dlaka) su uglavnom ravne i čvrste tvorbe koje se nalaze na površini stanica gram-negativnih bakterija (vidi niže). U odnosu na bičeve su brojnije i mnogo manje, građene od bjelančevine fibrilina odnosno pilina. Pilima bakterije prijanjaju na stanice makroorganizama te se koloniziraju. Fimbriji povezuju dvije bakterije omogućujući konjugaciju.